# خفتگان
خفتگان (به انگلیسی: Sleepers) یک فیلم درام آمریکایی محصول ۱۹۹۶ میلادی به کارگردانی بری لوینسون و نویسندگی لورنزو کارکاترا است. بازیگران فیلم عبارت‌اند از رابرت دنیرو، کوین بیکن، داستین هافمن، برد پیت، جیسون پاتریک.

## خلاصه داستان
«لورنزو» (پاتریک)، «مایکل» (پیت)، «جان» (الدارد) و «تامی»، چهار دوست نوجوان و شرور، ساکن محلهٔ «هلز کیچن» در نیویورک هستند. آنها به‌طور اتفاقی باعث آسیب دیدن یک پیرمرد و در پی آن به مرکز بازپروری فرستاده می‌شوند. نگهبانان مرکز، از جمله «شان نوکز» (بیکن) آنها را مورد ضرب و شتم و آزار جنسی قرار می‌دهند. در این دوران تنها پدر روحانی محله آنها (رابرت دونیرو) به دیدار آنها می‌آید و به آنها قوت قلب می‌دهد. سیزده سال بعد آن‌ها فرصتی پیدا می‌کنند تا از این نگهبانان انتقام بگیرند…

## جوایز
این فیلم کاندیدای ۱ اسکار (کاندیدای اسکار بهترین موسیقی) در سال ۱۹۹۷ شد.